# Llista de peixos dels Països Baixos

Localització dels Països Baixos a l'Europa Occidental

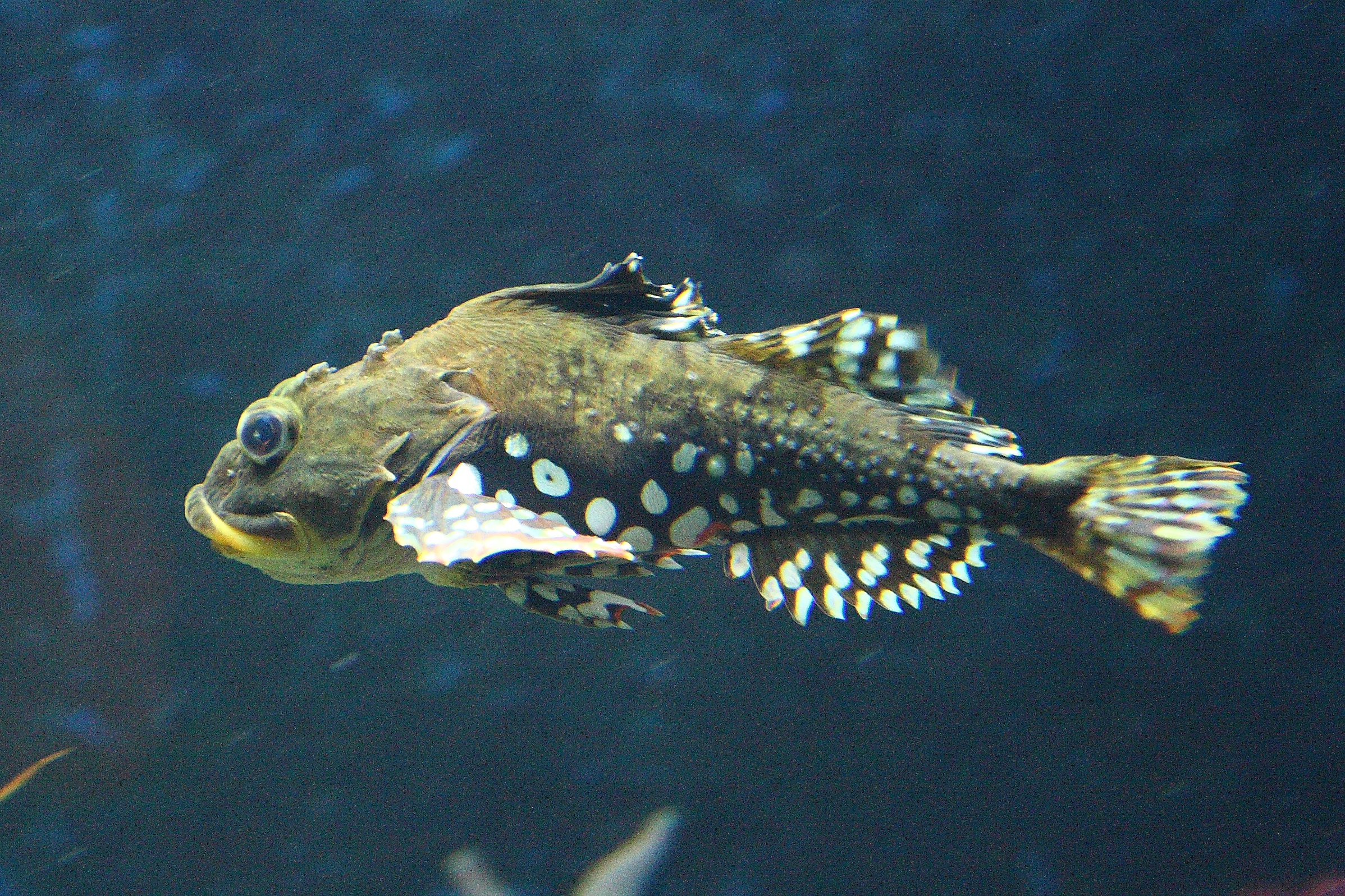
Escorpí de mar d'espines curtes (Myoxocephalus scorpius)

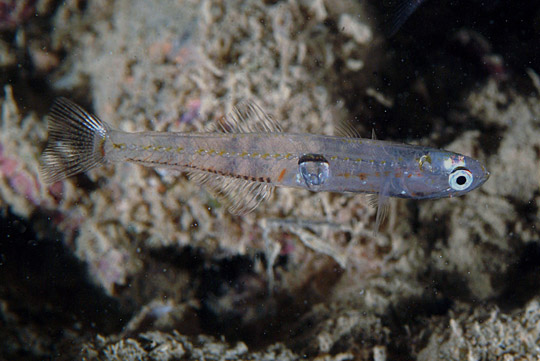
Xanguet (Aphia minuta)

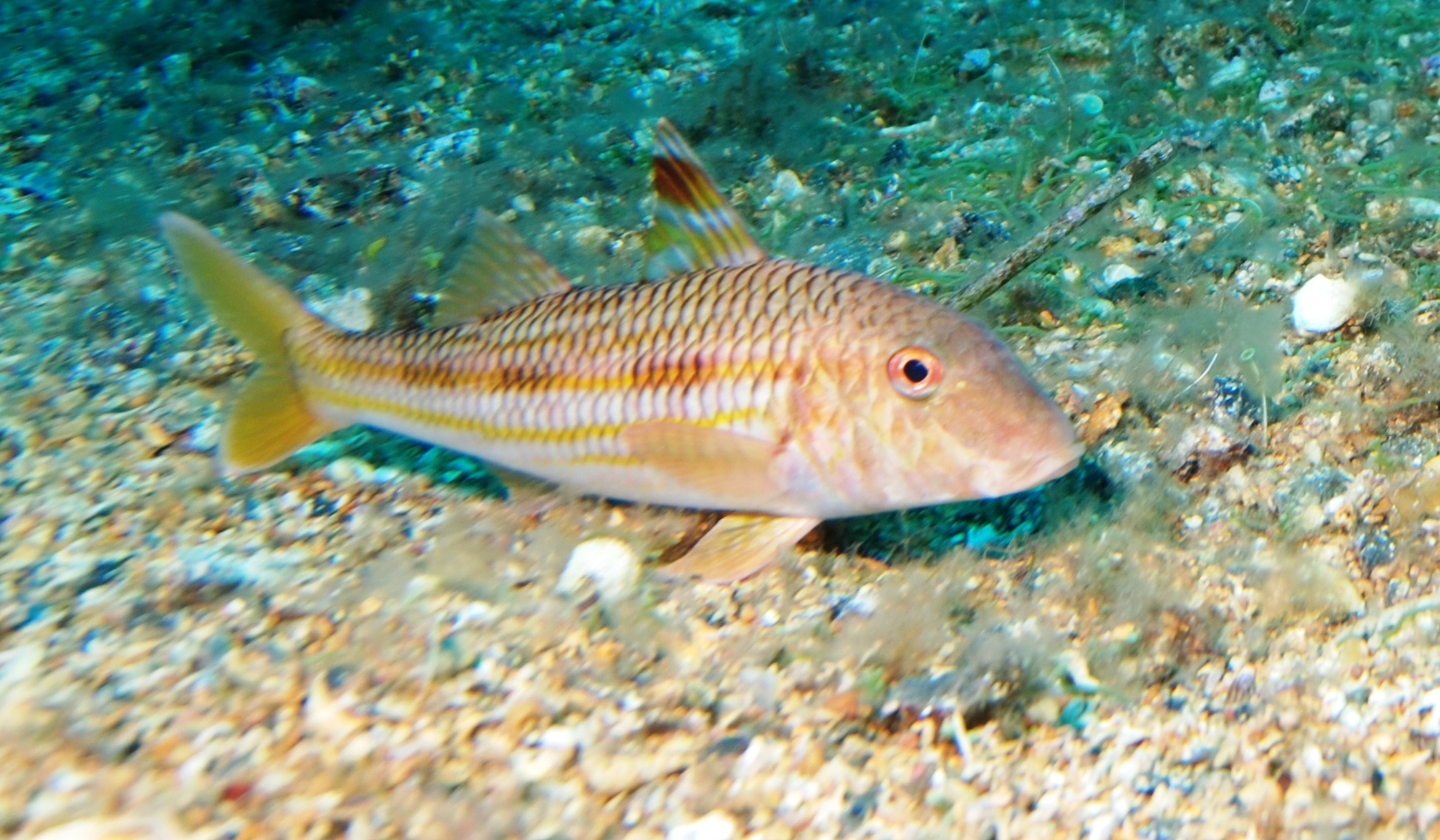
Moll de roca (Mullus surmuletus)

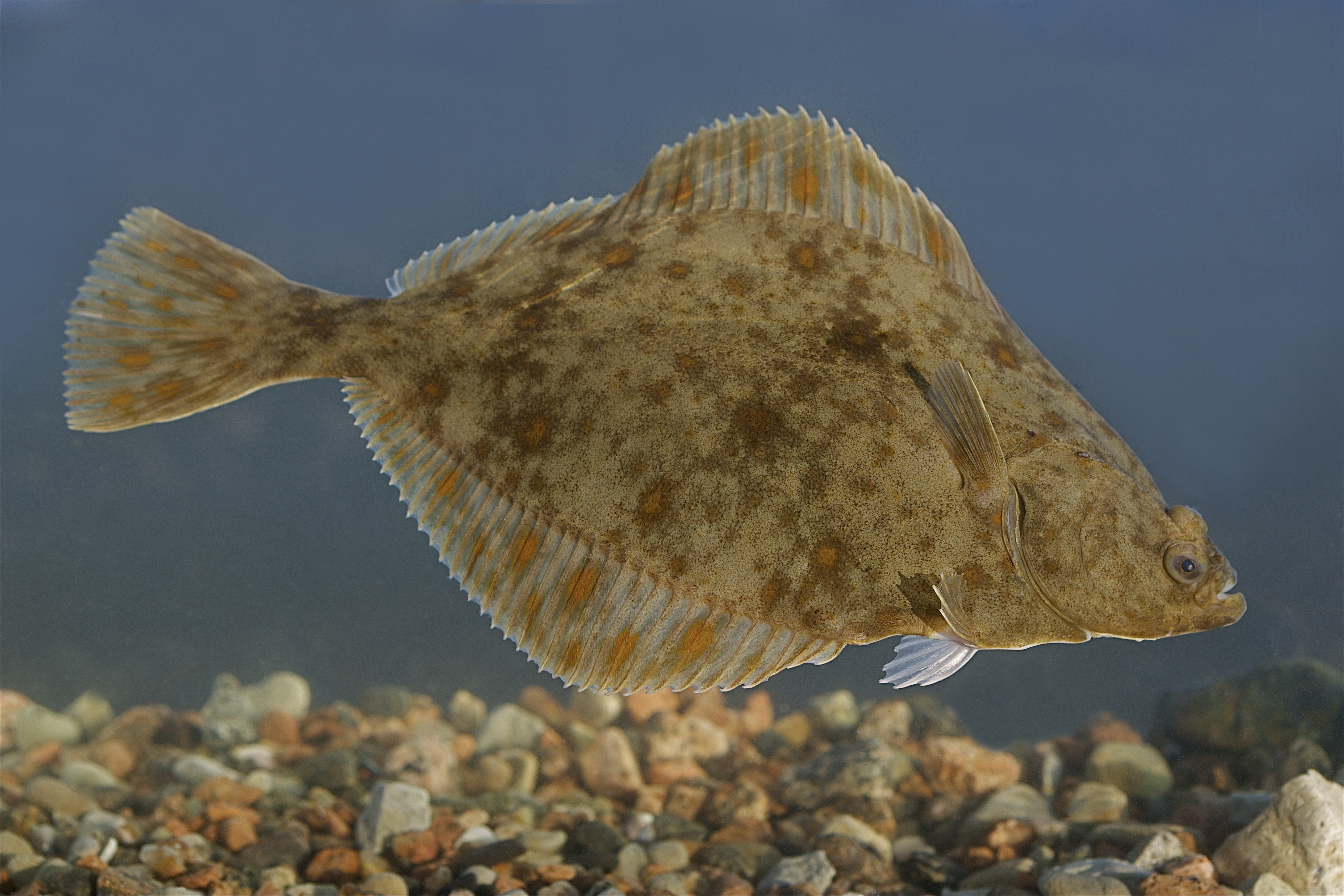
Rèmol de riu (Platichthys flesus)

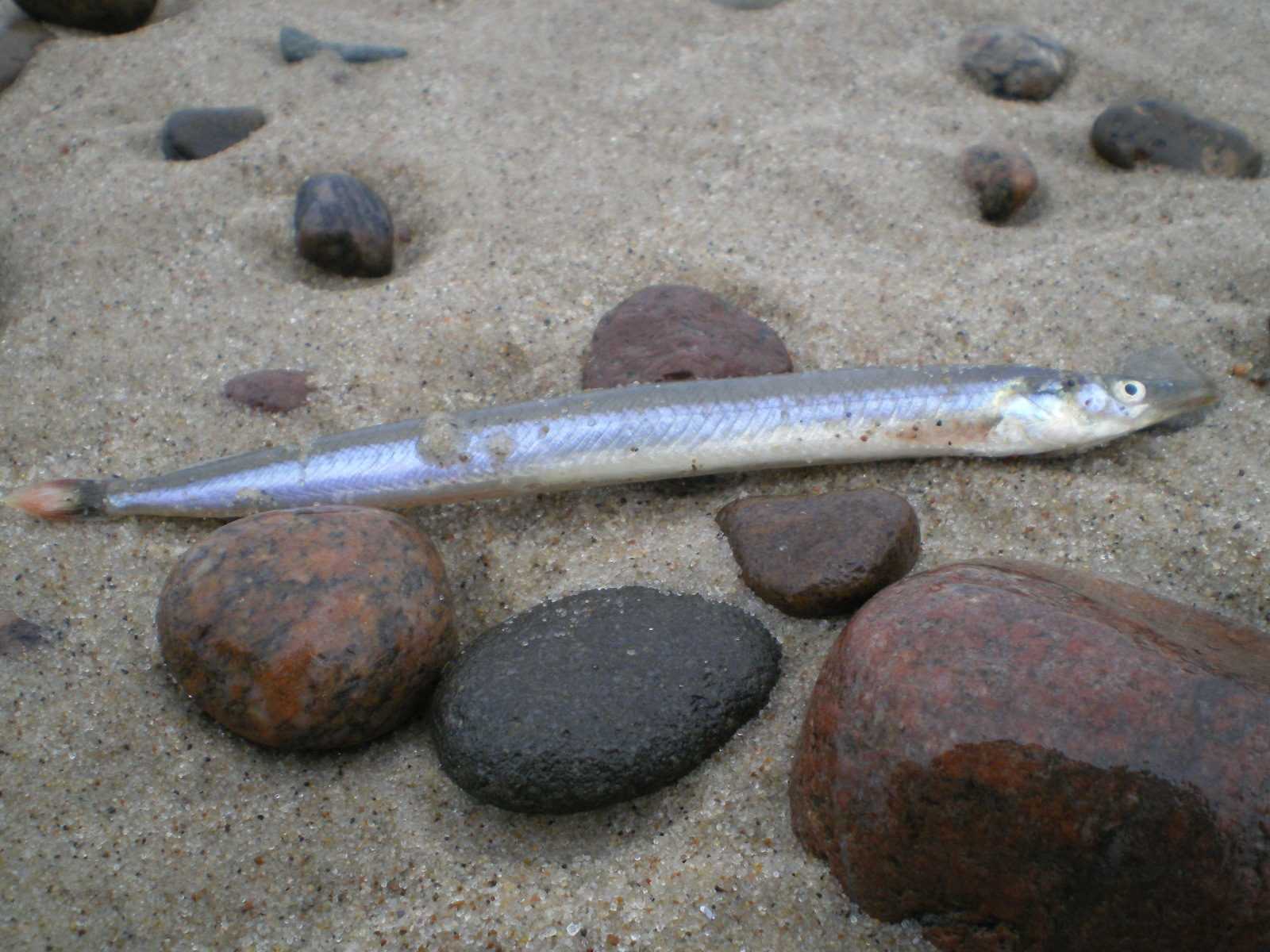
Trencavits (Ammodytes tobianus)

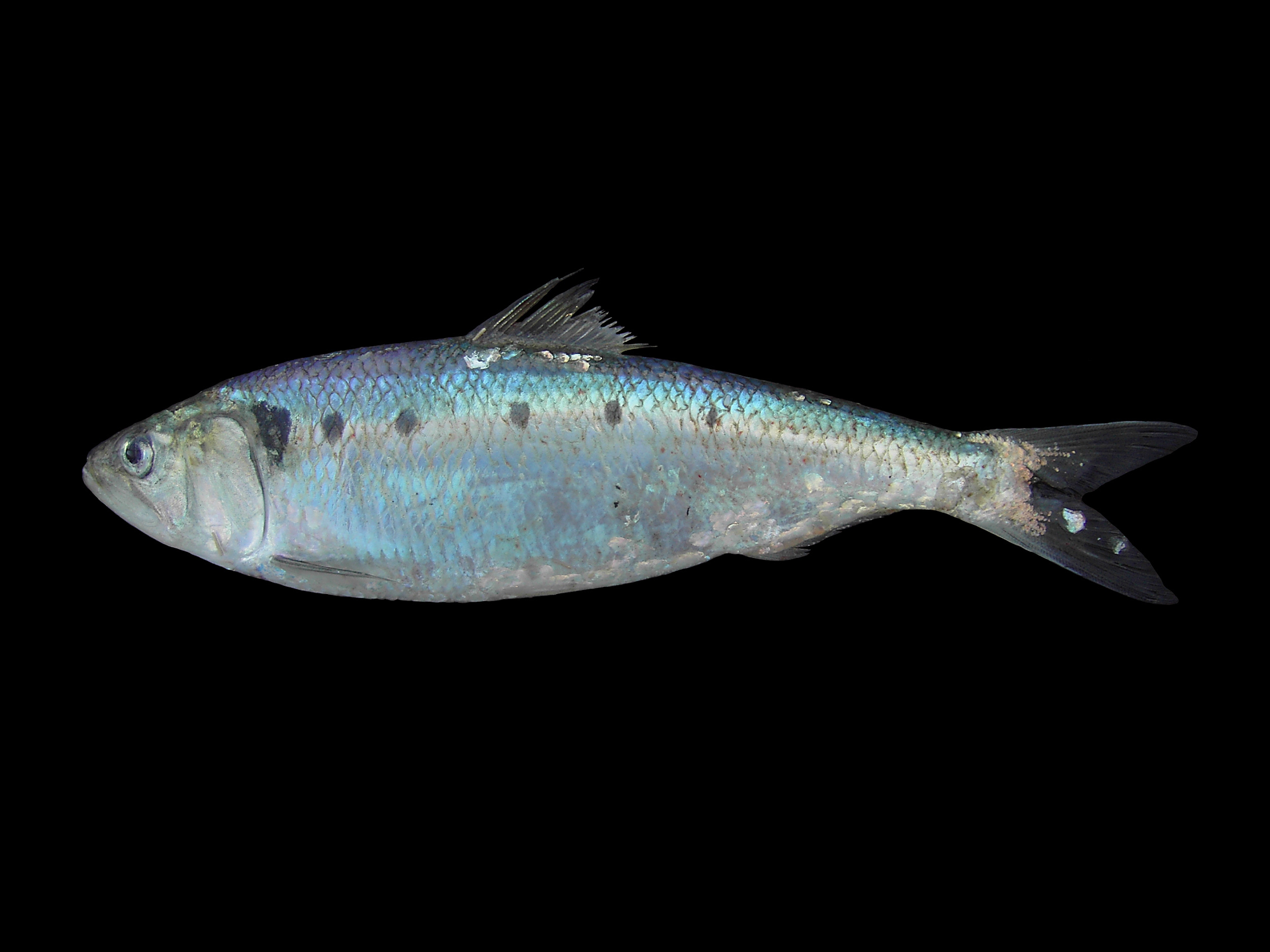
Alosa fallax

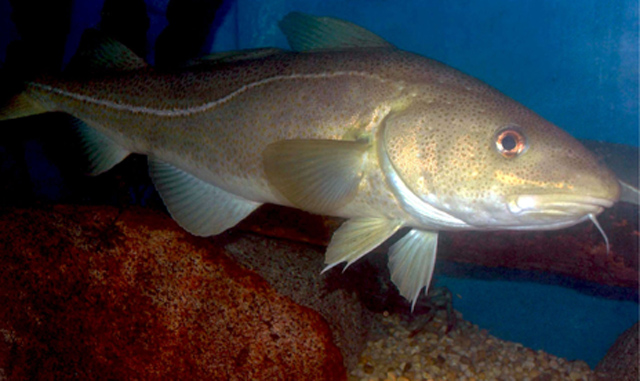
Bacallà de l'Atlàntic (Gadus morhua)

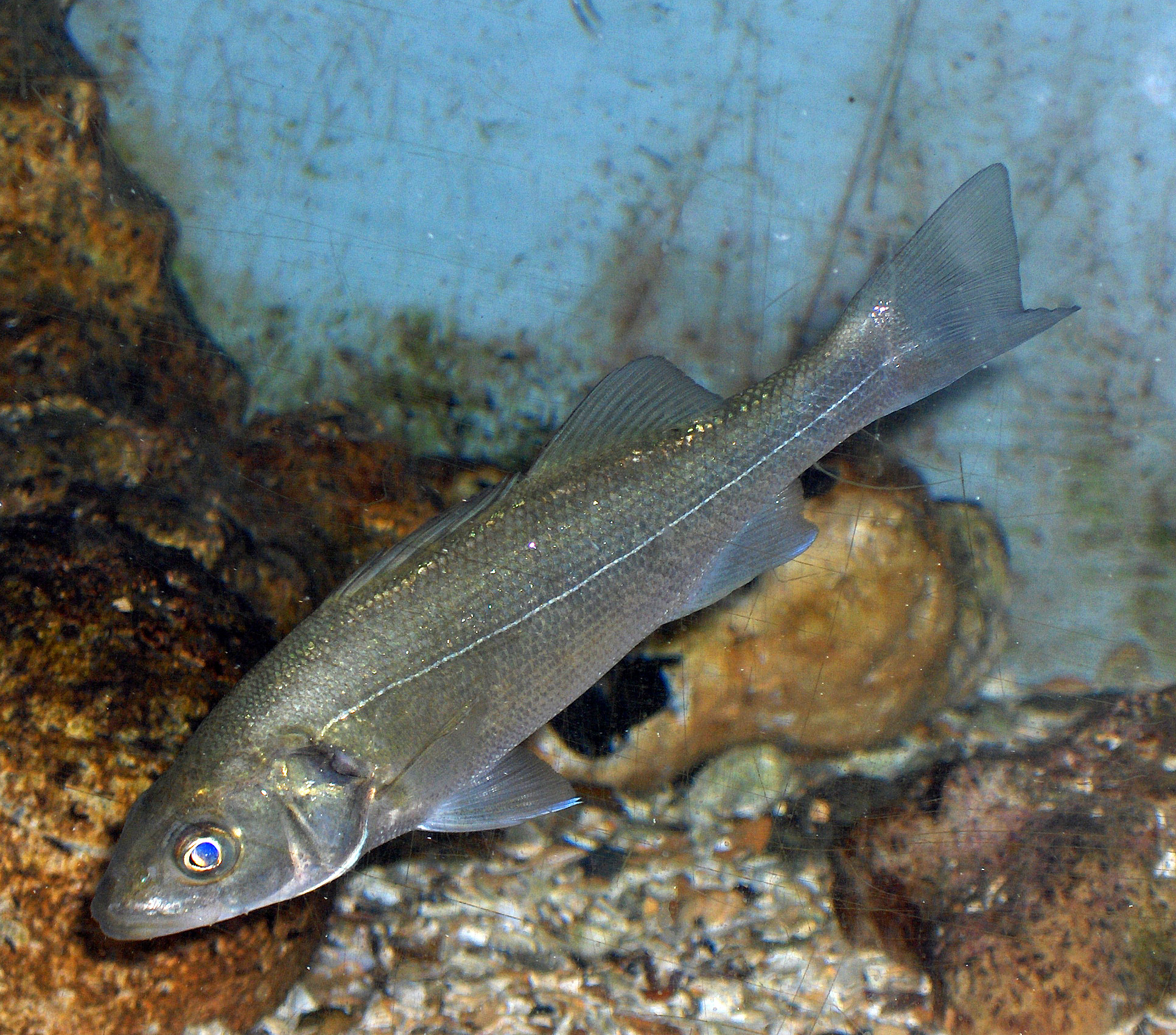
Llobarro (Dicentrarchus labrax)

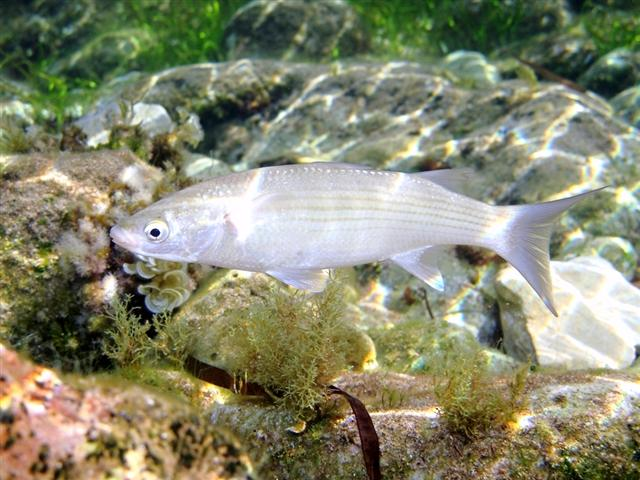
Llissa vera (Chelon labrosus)

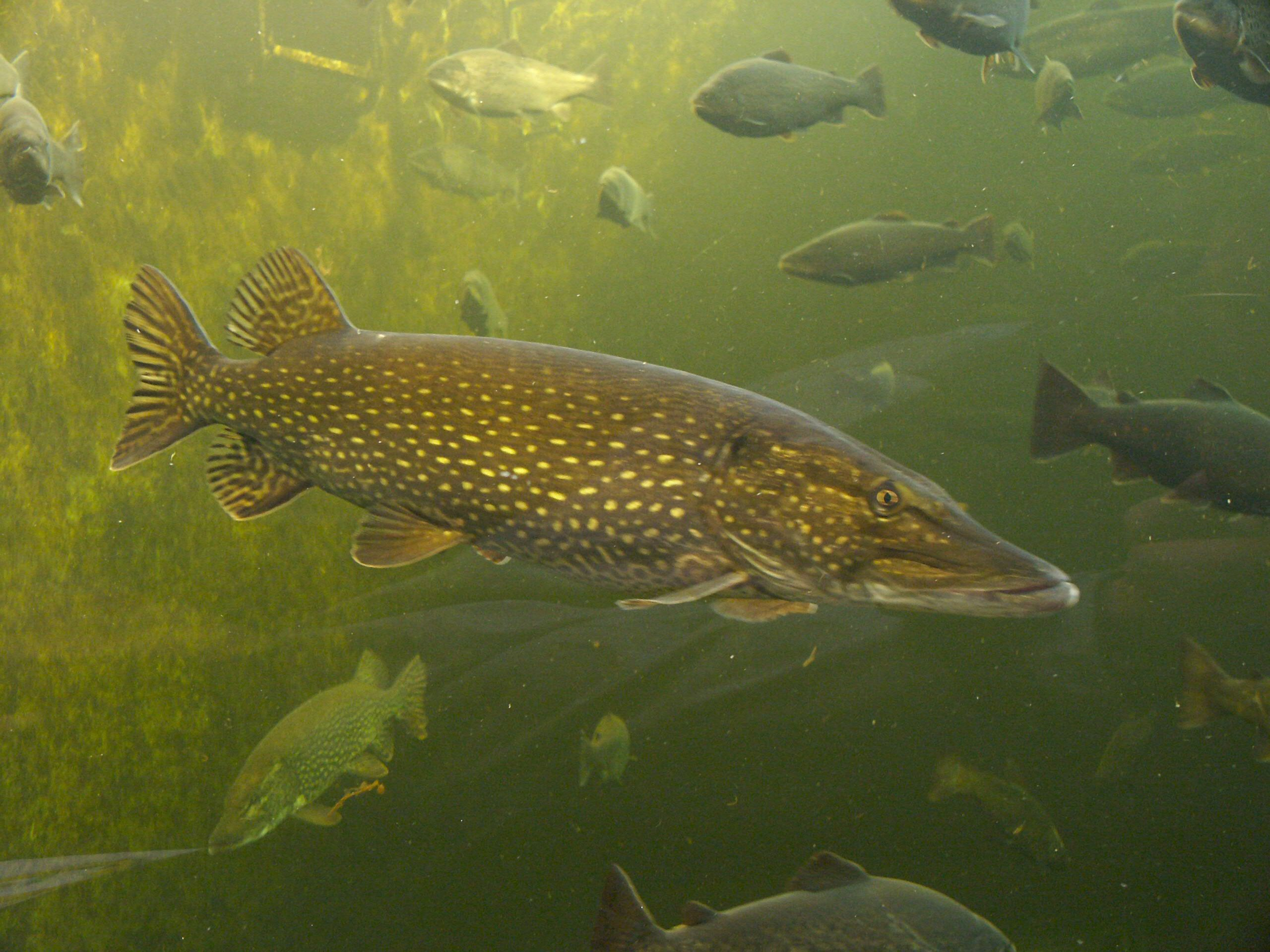
Lluç de riu (Esox lucius)

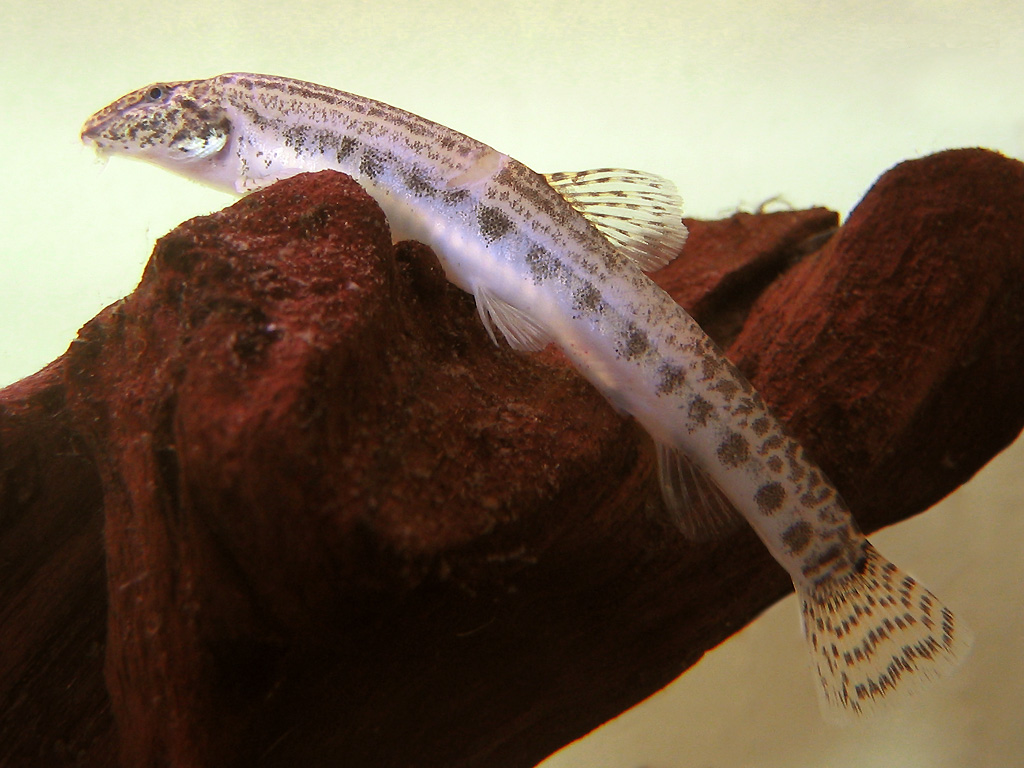
Gatet (Cobitis taenia)

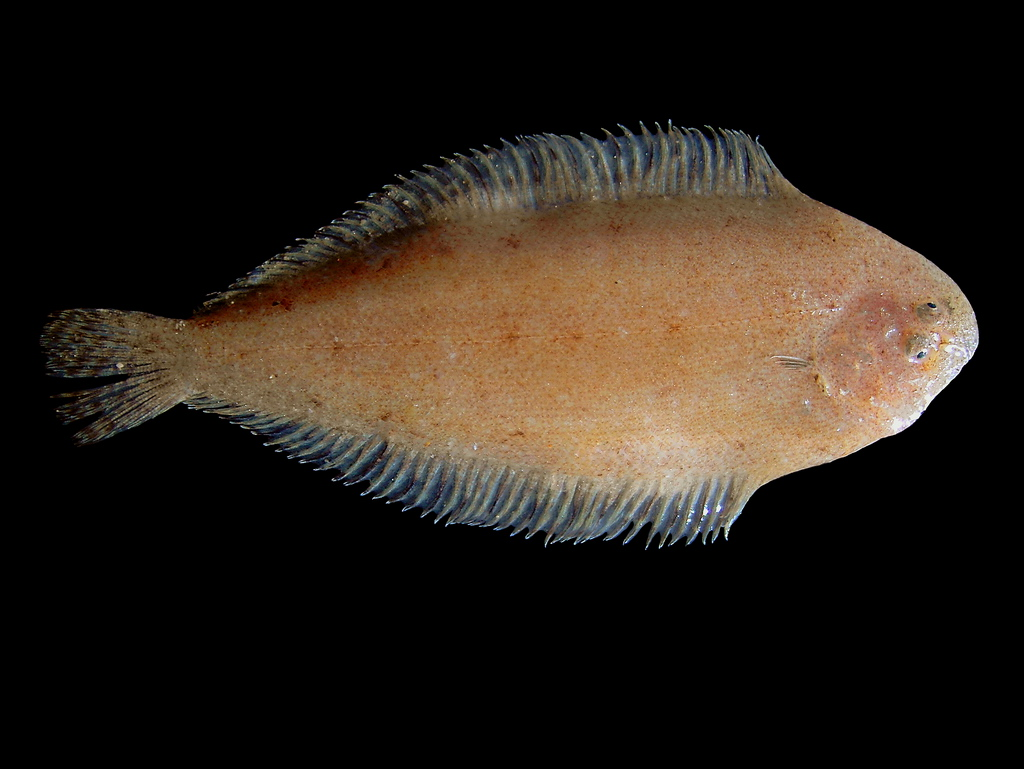
Palaí xic (Buglossidium luteum)

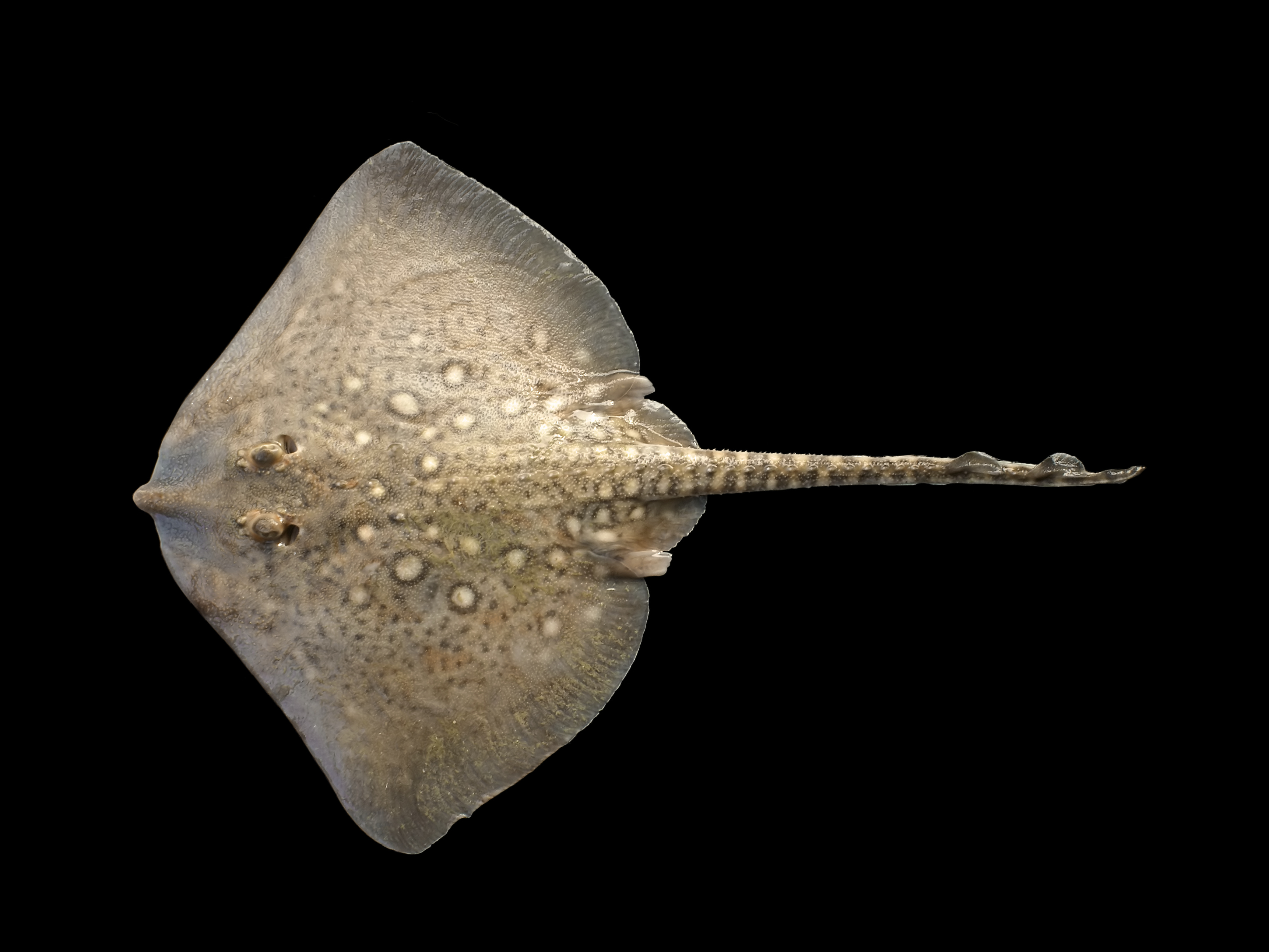
Clavellada (Raja clavata)

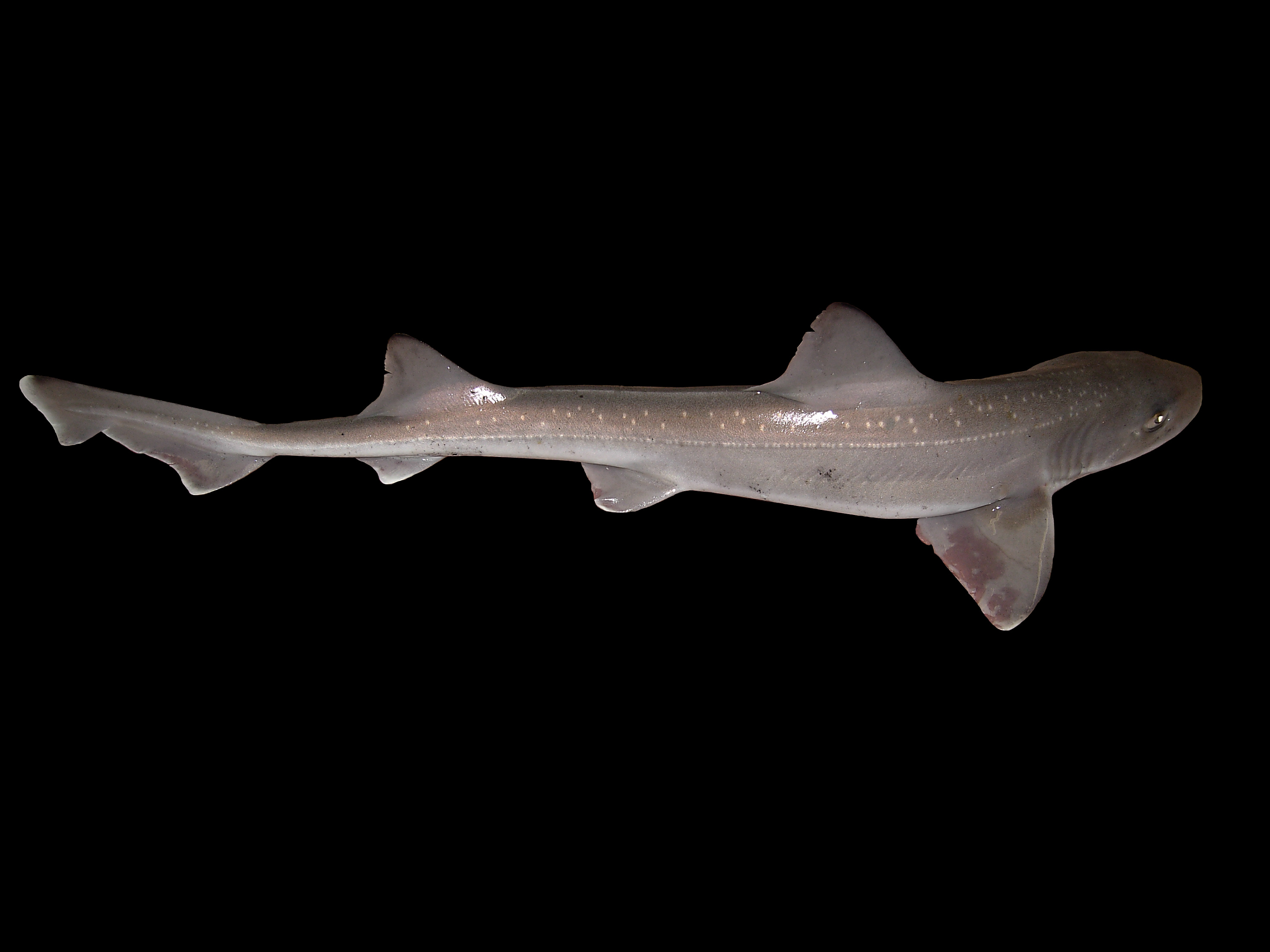
Mussola gravatja (Mustelus asterias)

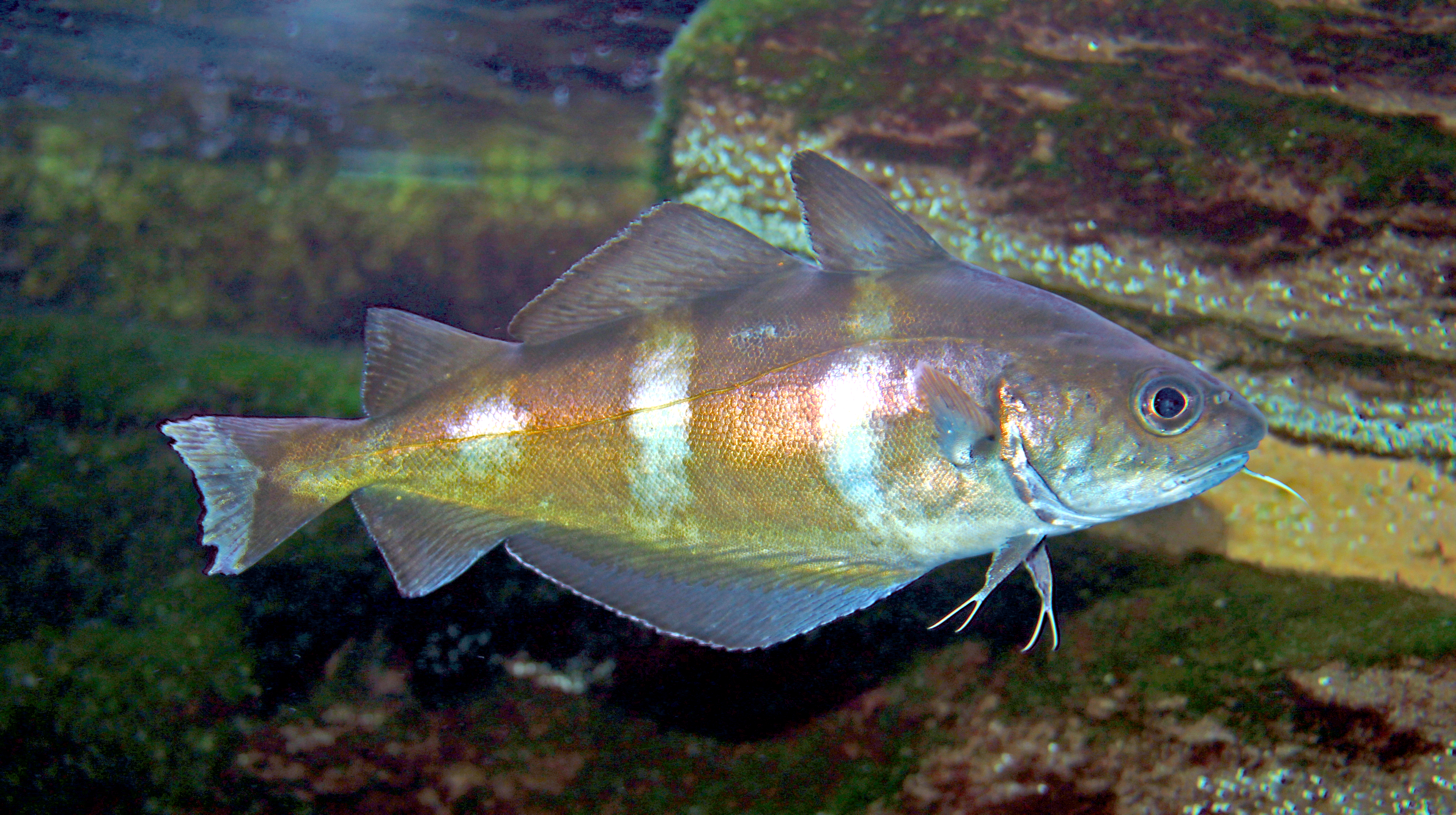
Mòllera fosca (Trisopterus luscus)

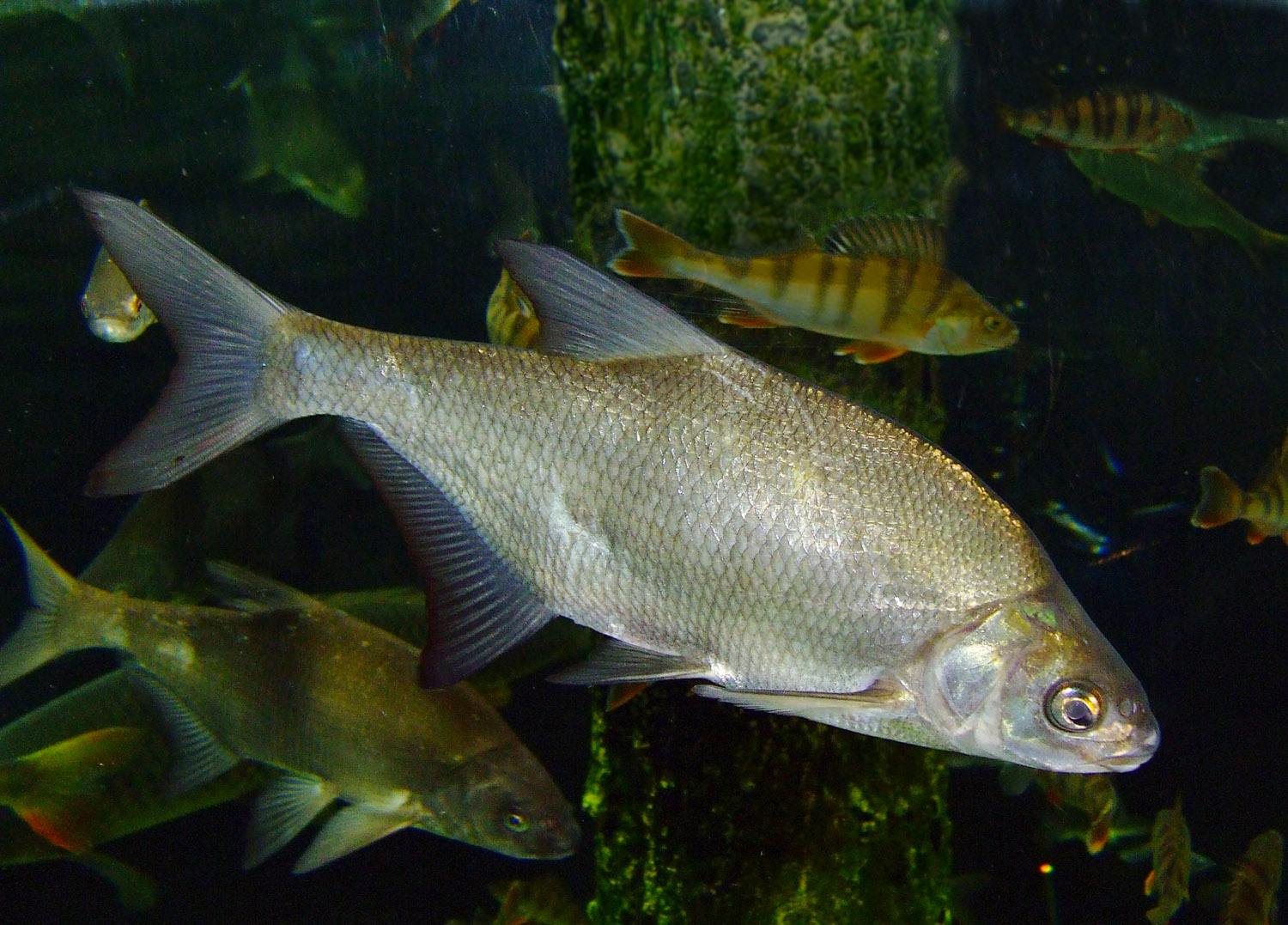
Brema (Abramis brama)

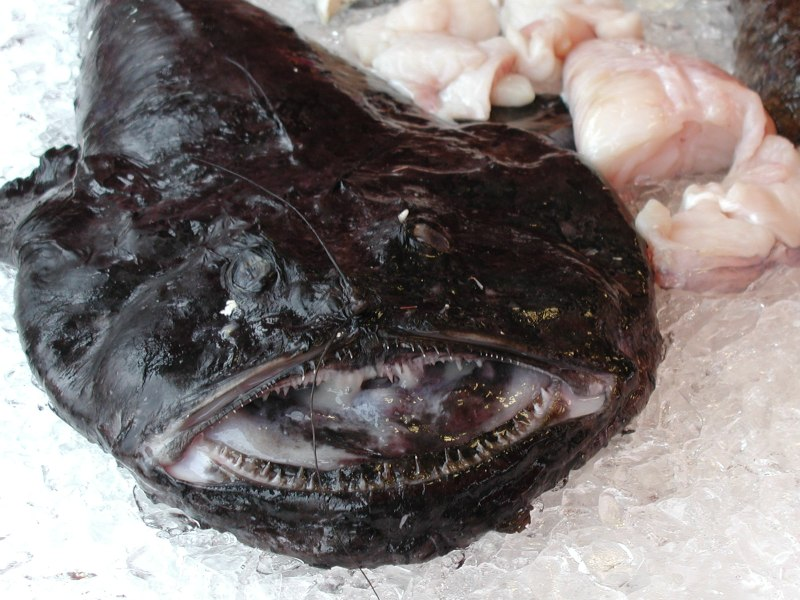
Rap (Lophius piscatorius)

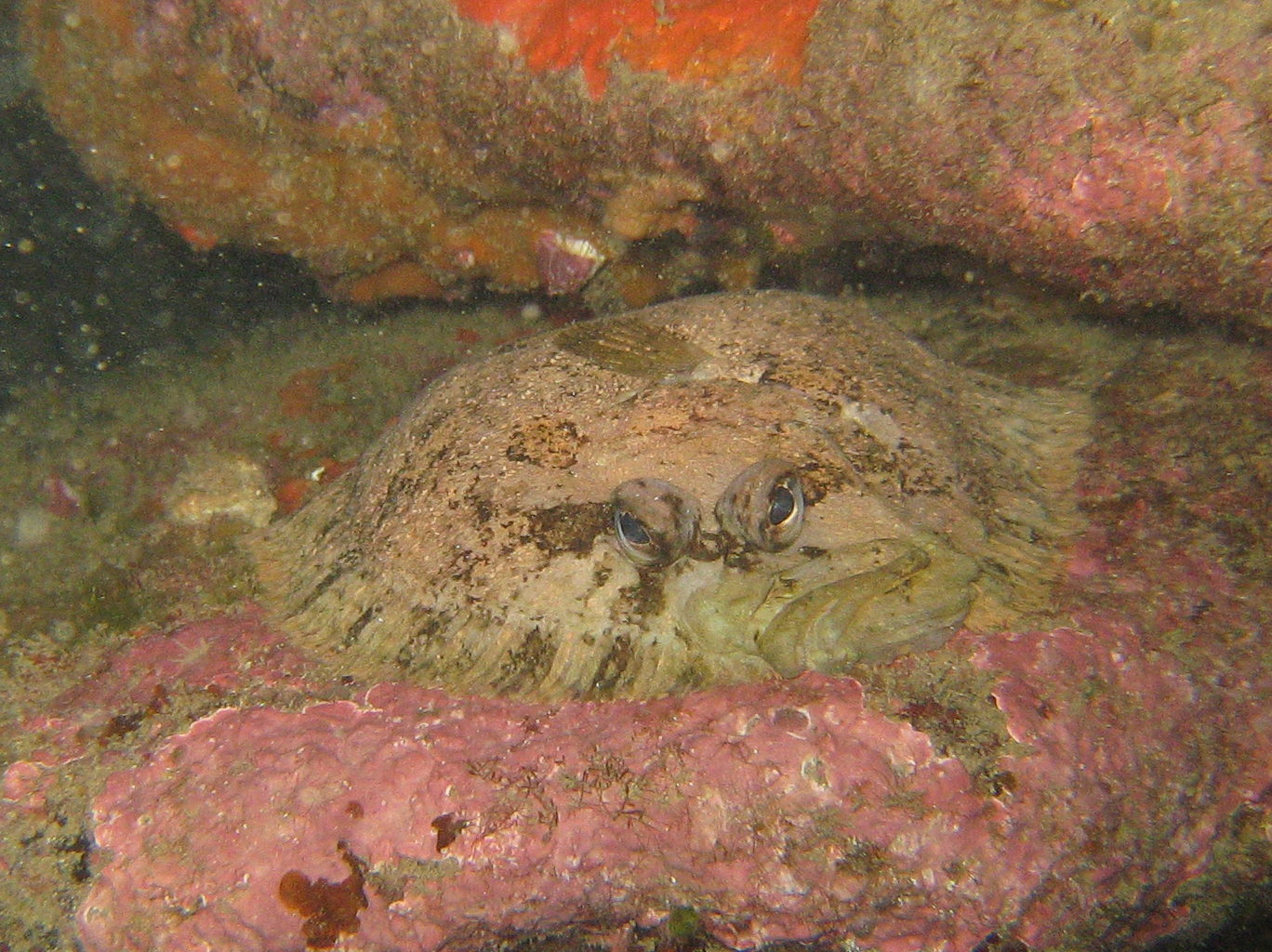
Rèmol de roca (Zeugopterus punctatus)

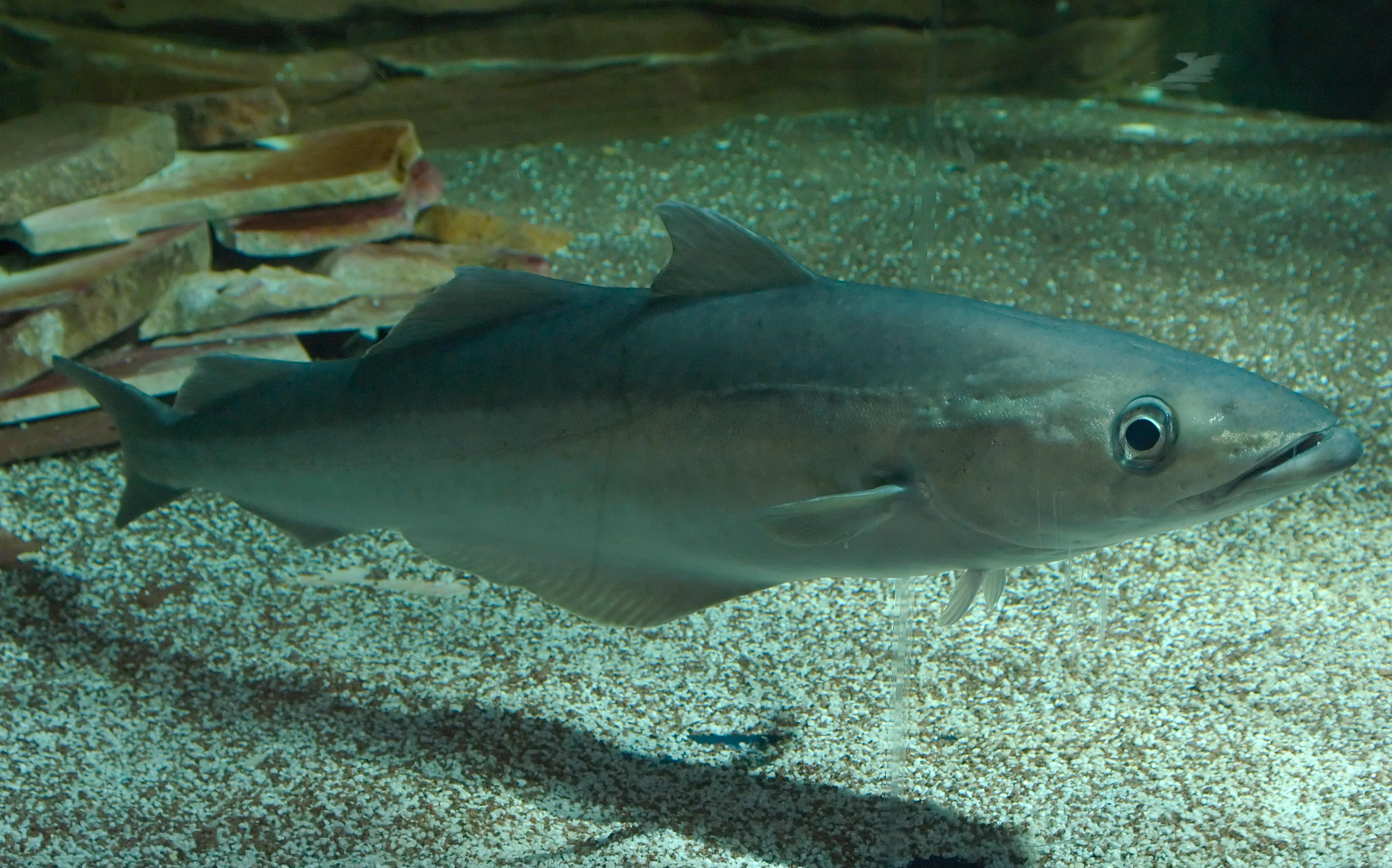
Abadejo (Pollachius pollachius)

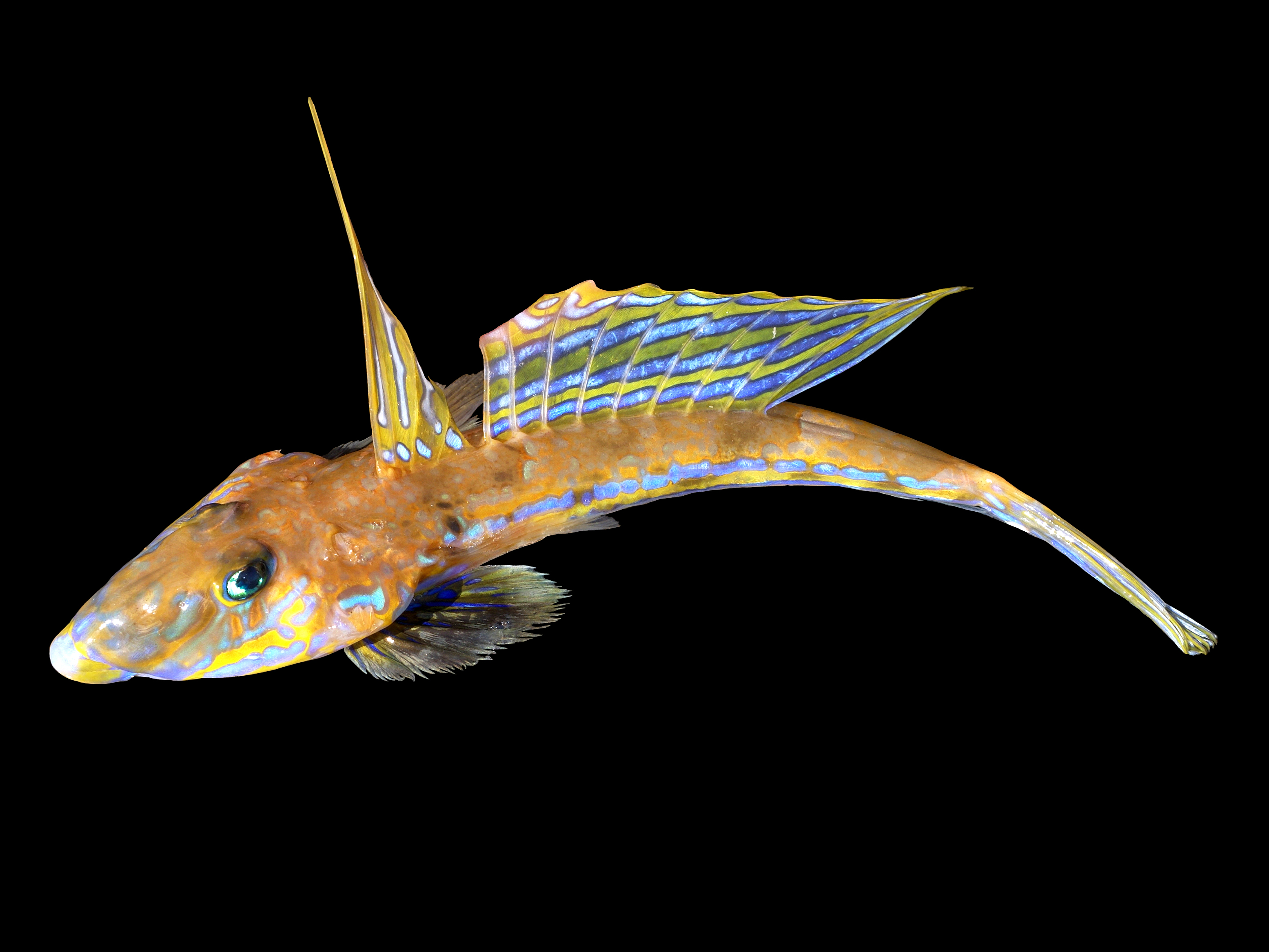
Dragó lira (Callionymus lyra)

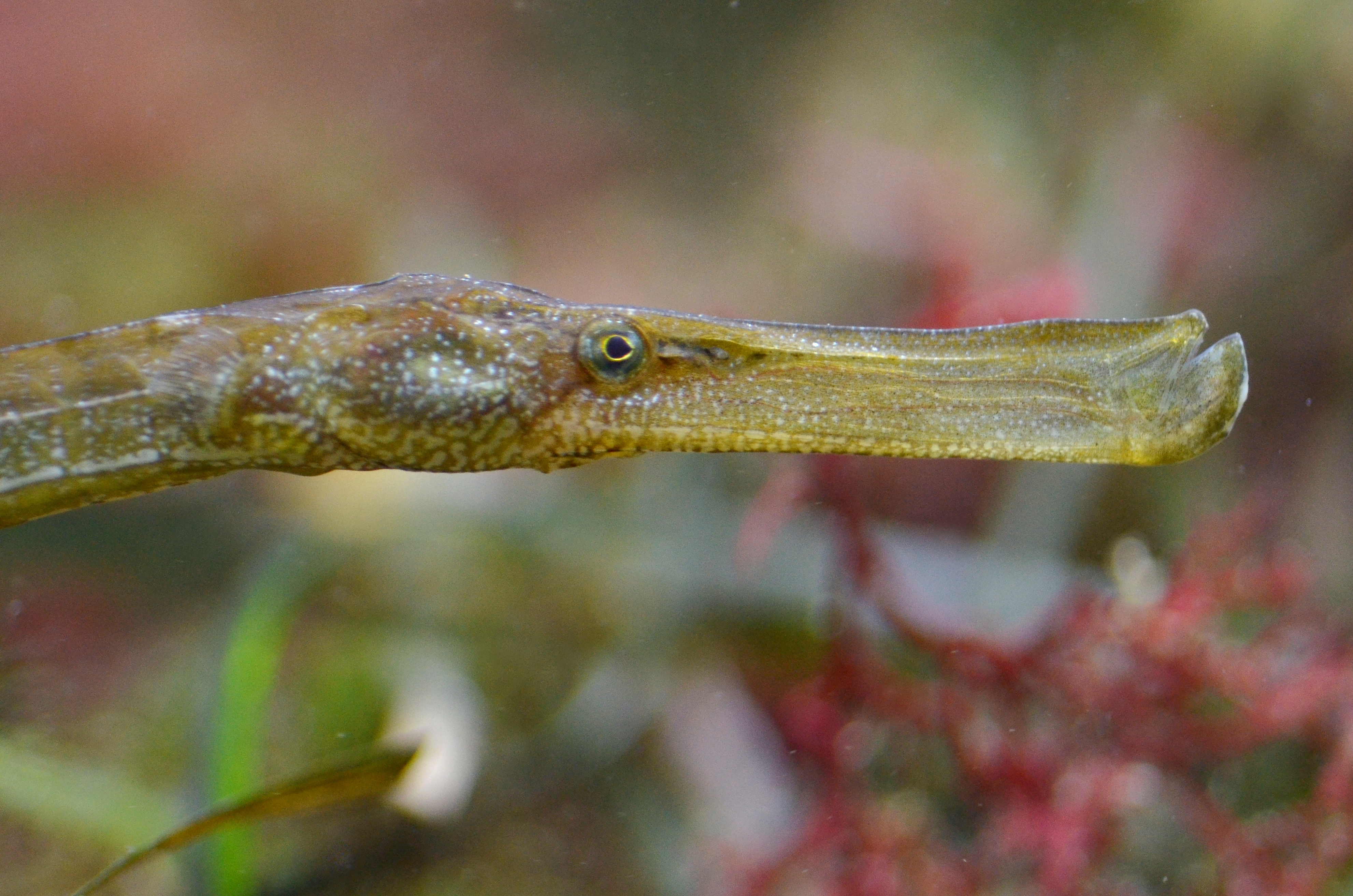
Serpentí (Syngnathus typhle)

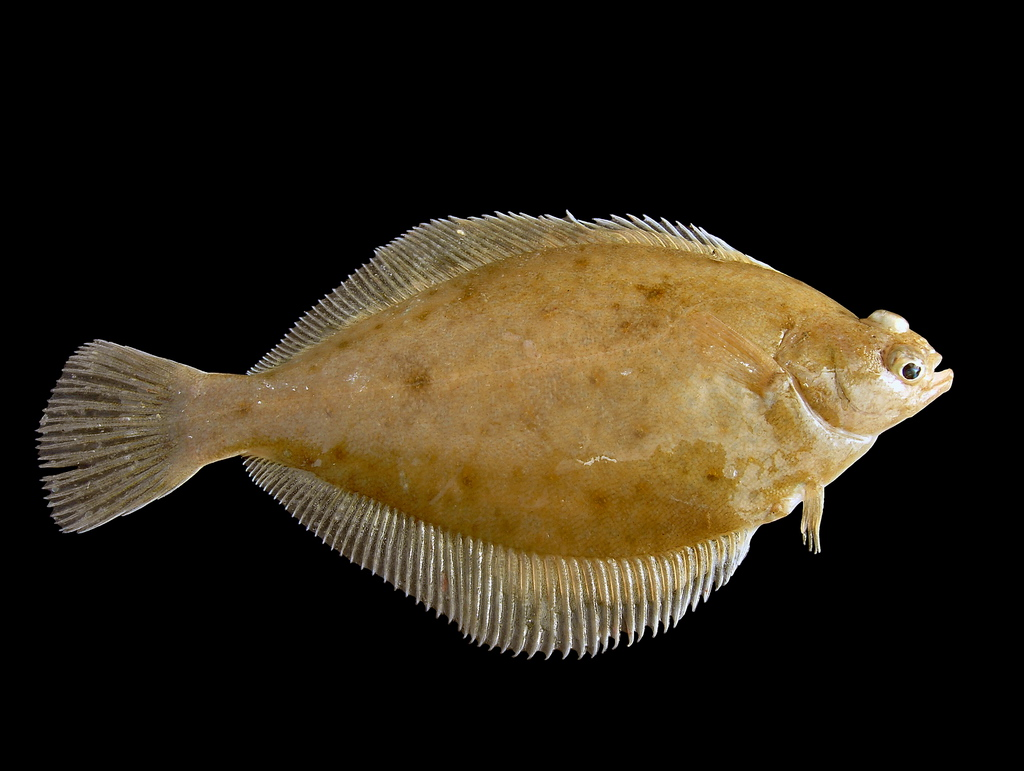
Limanda (Limanda limanda)

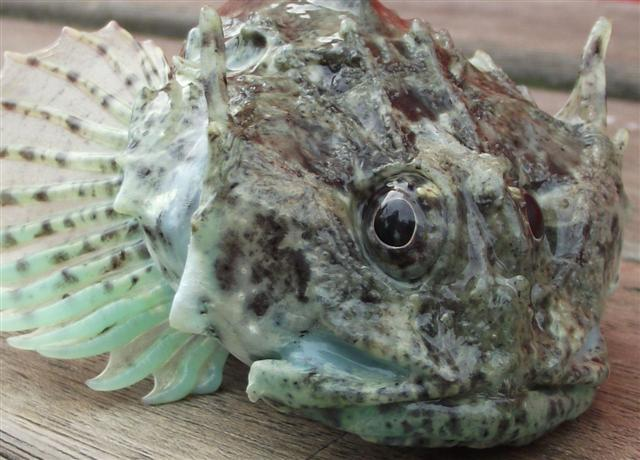
Escorpí de mar d'espines llargues (Taurulus bubalis)

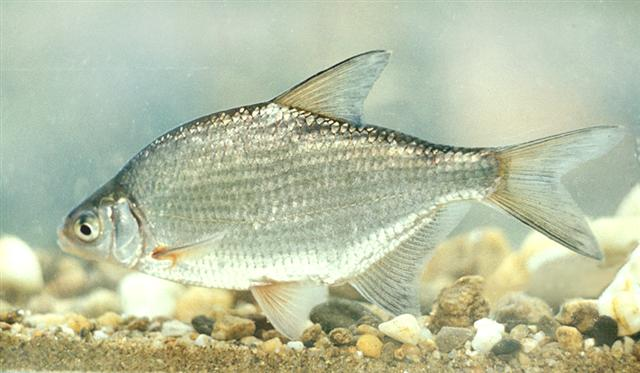
Blicca bjoerkna

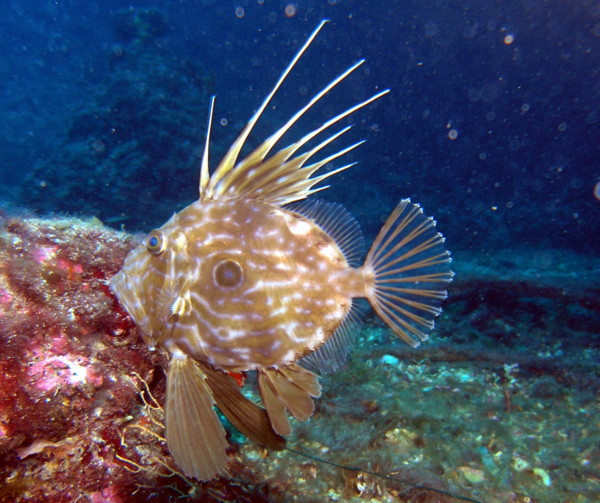
Gall de Sant Pere (Zeus faber)

Aquesta llista de peixos dels Països Baixos inclou 209 espècies de peixos que es poden trobar actualment als Països Baixos ordenades per l'ordre alfabètic de llur nom científic.

## A
- Abramis brama
- Acantholabrus palloni
- Acipenser sturio
- Agonus cataphractus
- Alburnoides bipunctatus
- Alburnus alburnus
- Alopias vulpinus
- Alosa alosa
- Alosa fallax
- Amblyraja radiata
- Ameiurus melas
- Ameiurus nebulosus
- Ammodytes marinus
- Ammodytes tobianus
- Anarhichas lupus
- Anguilla anguilla
- Aphia minuta
- Argyrosomus regius
- Arnoglossus laterna
- Atherina boyeri
- Atherina presbyter

## B
- Balistes capriscus
- Barbatula barbatula
- Barbus barbus
- Belone belone
- Blicca bjoerkna
- Boops boops
- Brama brama
- Buglossidium luteum

## C
- Callionymus lyra
- Callionymus maculatus
- Callionymus reticulatus
- Capros aper
- Carassius auratus
- Carassius carassius
- Carassius gibelio
- Centrolabrus exoletus
- Centrolophus niger
- Cetorhinus maximus
- Chelidonichthys cuculus
- Chelidonichthys lucerna
- Chelon labrosus
- Chondrostoma nasus
- Ciliata mustela
- Ciliata septentrionalis
- Clarias gariepinus
- Clupea harengus
- Cobitis taenia
- Conger conger
- Coregonus albula
- Coregonus maraenoides
- Coregonus oxyrinchus
- Cottunculus microps
- Cottus gobio
- Cottus perifretum
- Crystallogobius linearis
- Ctenolabrus rupestris
- Cyclopterus lumpus
- Cyprinus carpio

## D
- Dalatias licha
- Dasyatis pastinaca
- Dicentrarchus labrax
- Dipturus batis

## E
- Echiichthys vipera
- Echinorhinus brucus
- Echiodon drummondii
- Enchelyopus cimbrius
- Engraulis encrasicolus
- Entelurus aequoreus
- Esox lucius
- Etmopterus spinax
- Euthynnus alletteratus
- Eutrigla gurnardus

## G
- Gadus morhua
- Gaidropsarus vulgaris
- Galeorhinus galeus
- Galeus melastomus
- Gasterosteus aculeatus
- Glyptocephalus cynoglossus
- Gobio gobio
- Gobius niger
- Gymnammodytes semisquamatus
- Gymnocephalus cernua

## H
- Helicolenus dactylopterus
- Hexanchus griseus
- Hippocampus guttulatus
- Hippocampus hippocampus
- Hippoglossoides platessoides
- Hippoglossus hippoglossus
- Hygophum benoiti
- Hyperoplus lanceolatus
- Hypophthalmichthys molitrix
- Hypophthalmichthys nobilis

## K
- Katsuwonus pelamis

## L
- Labrus bergylta
- Labrus mixtus
- Lamna nasus
- Lampetra fluviatilis
- Lampetra planeri
- Lampris guttatus
- Lepidorhombus whiffiagonis
- Lepomis gibbosus
- Leucaspius delineatus
- Leuciscus aspius
- Leuciscus idus
- Leuciscus leuciscus
- Leucoraja naevus
- Limanda limanda
- Liparis liparis
- Liparis montagui
- Lipophrys pholis
- Liza aurata
- Liza ramada
- Lophius piscatorius
- Lota lota

## M
- Maurolicus muelleri
- Melanogrammus aeglefinus
- Merlangius merlangus
- Merluccius merluccius
- Micrenophrys lilljeborgii
- Micromesistius poutassou
- Micropogonias undulatus
- Microstomus kitt
- Misgurnus fossilis
- Molva molva
- Mullus barbatus barbatus
- Mullus surmuletus
- Mustelus asterias
- Myoxocephalus scorpius
- Myxine glutinosa

## N
- Neogobius melanostomus
- Nerophis lumbriciformis

## O
- Osmerus eperlanus

## P
- Pagellus acarne
- Pagellus bogaraveo
- Parablennius gattorugine
- Pegusa lascaris
- Perca fluviatilis
- Petromyzon marinus
- Pholis gunnellus
- Phoxinus phoxinus
- Platichthys flesus
- Pleuronectes platessa
- Poecilia reticulata
- Pollachius pollachius
- Pollachius virens
- Pomatoschistus lozanoi
- Pomatoschistus microps
- Pomatoschistus minutus
- Pomatoschistus pictus
- Proterorhinus semilunaris
- Pseudorasbora parva
- Pungitius laevis
- Pungitius pungitius

## R
- Raja brachyura
- Raja clavata
- Raja microocellata
- Raja montagui
- Raja undulata
- Raniceps raninus
- Rhodeus amarus
- Rutilus rutilus

## S
- Salmo salar
- Salmo trutta
- Salvelinus alpinus alpinus
- Sander lucioperca
- Sarda sarda
- Sardina pilchardus
- Scardinius erythrophthalmus
- Scomber scombrus
- Scomberesox saurus
- Scophthalmus maximus
- Scophthalmus rhombus
- Scyliorhinus canicula
- Scyliorhinus stellaris
- Silurus glanis
- Solea solea
- Somniosus microcephalus
- Spinachia spinachia
- Spondyliosoma cantharus
- Sprattus sprattus
- Squalius cephalus
- Squalus acanthias
- Squatina squatina
- Symphodus bailloni
- Symphodus melops
- Syngnathus acus
- Syngnathus rostellatus
- Syngnathus typhle

## T
- Taurulus bubalis
- Thorogobius ephippiatus
- Thunnus thynnus
- Thymallus thymallus
- Tinca tinca
- Torpedo marmorata
- Torpedo nobiliana
- Trachinotus ovatus
- Trachinus draco
- Trachurus trachurus
- Trigloporus lastoviza
- Trisopterus esmarkii
- Trisopterus luscus
- Trisopterus minutus

## U
- Umbra pygmaea

## V
- Vimba vimba

## X
- Xiphias gladius

## Z
- Zeugopterus punctatus
- Zeus faber
- Zoarces viviparus[1]